# Filles de la Passion de Jésus-Christ et de Notre-Dame des Douleurs
Les Filles de la Passion de Jésus-Christ et de Notre-Dame des Douleurs (en latin : Congregatio Filiarum Passionis et Mortis Iesu Christi et Dolorum Mariae Sanctissimae) sont une congrégation religieuse féminine enseignante de droit pontifical.

## Histoire
La congrégation est fondée le 15 janvier 1894 à Mexico par Dolores Medina Zepeda (1860-1925) avec l'aide du passioniste Diego Alberici (1846-1904) dans le but d'instruire les jeunes. Le Père Diego rédige une règle inspirée de celle écrite par saint Paul de la Croix pour les passionistes et les moniales passionistes, qui est approuvée le 23 août 1895 par l'archevêque de Mexico. Le 2 février 1896, neuf postulantes commencent leur noviciat en prenant l'habit religieux.
L'institut est rattaché à la congrégation de la Passion de Jésus-Christ en 1901 ; il reçoit le décret de louange le 10 mai 1941 et l'approbation définitive du Saint-Siège le 21 novembre 1953.
La fondatrice est reconnue vénérable le 3 juillet 1998 par le pape Jean-Paul II.

## Activités et diffusion
Les sœurs se consacrent à l'enseignement, au service dans les séminaires et les collèges ecclésiastiques, œuvrent dans les missions et propagent la dévotion à la passion de Jésus et aux douleurs de Marie.
Elles sont présentes en:
- Europe : Espagne, Italie.
- Amérique du Nord : Mexique, États-Unis.
- Amérique centrale : Salvador, Guatemala, Honduras.
- Amérique du Sud : Venezuela.
- Grandes Antilles : Cuba, Porto Rico, République dominicaine.
- Afrique centrale : République démocratique du Congo.

La maison-mère est à Mexico. 
En 2017, la congrégation comptait 255 sœurs dans 45 maisons.